# Северин Краєвський
Северин Краєвський (пол. Seweryn Krajewski; * 3 січня 1947, Нова Суль, Любуське воєводство, Польська Народна Республіка) — польський композитор, співак, музикант і гітарист поп-музики, колишній лідер команди «Червоні гітари».
Автор музики багатьох хітів, серед яких виділяються: «Не задирай носа», «Втратити когось», «Перший день року», «Такі гарні очі», «Анна-Марія», «Гондольєри над Віслою», «Сірий колір ваших очей», «Я так старався», «До 18-річного віку», «Пломеніють гори, пломеніють ліси», «Все ще дощ», «Тільки ти», «У мене хороший день», «Remedium», «Люди кажуть», «Небо мого краю», «Не заспокоїмося», «Хай живе бал», «Серце», «В очікуванні моменту», «М'ятні поцілунки».
Виріс у Тримісті, жив у Сопоті. Закінчив музичну школу та школу музики в Гданську (скрипка). З 1964 працював з командою «Червоно-чорні». У грудні 1965 став учасником гурту «Червоні гітари». У свій час був провідним солістом у молодіжному клубної музики Сопоті Non Stop. З 1970 — лідер гурту «Червоні гітари».
Сам Краєвський розповідав про ці роки так: "Мої корені — в сьогоднішній Україні. В пам'яті звучать пісні матері. Коли вона що-небудь робила, завжди співала. В основному українською. Польською розмовляла погано. Це вона пробудила в мені любов до музики. В школі я мусив зберігати дисципліну і грати те, що потрібно по програмі.

## Самостійна робота
З 1997 р. працював самостійно. Записав кілька повноформатних альбомів у стилі поп-музики (в тому числі «Play Me», «Як ця смуток Музичні Казки я», «Я»), а також серйозніші балади на слова Агнєшки Осецької («Строфа для гітари», «Запасні частини», «Строфи для гітари 2»).
Автор музики до кінофільмів, серед інших: «О, Кароль», «Коханець моєї мами», «Відпочинок в Амстердамі», «Гоголь-Моголь», «Гоголь-Моголь II», «Викрадення Агати», серіали «Ян Серце», «Попелюшка». Також складав хіти для інших виконавців, у тому числі для Ирени Яроцкої — «Гондольєри над Віслою», Уршулі Сіпіньської — «Узявшись за руки» (балада, яку теж виконали Червоні гітари), Mary Mary — Хай живе м'яч, Beyonce — «Давайте поспішати».
Знаний у Польщі та Німеччині, Україні та Росії, Чехії та Словаччині, де в сімдесяті роки ансамбль Червоні гітари був дуже популярним. Для мільйонів поляків Краєвський — це символ та ікона польської музики.
На XLIV Національного фестивалю польської пісні Ополе 2007 заключний концерт під назвою «Небо мого краю», було присвячено мистецтву Северина Краєвського. Композитор не з'явився на концерт. Були виконані такі хіти лідера [Червоні гітари]: Баррі Манілов («Пломеніють гори, пломеніють ліси»), Малгожата Островська («В очікуванні прибуття»), Марія Марія («Ми не заспокоїмося»), Волков («Remedium»), Chris Kiljański («Колискова для крихітки»). Концерт амфітеатр Ополе TVP був захоплено прийнятий глядачами і телеглядачами.
«Очистити Прем'єра, Superjedynki вуличний ринок, ніяково Kabareton і тільки на фінал справжня перлина — хіти Северина Краєвського Sky from моєї партії, без сумніву, найкраща точка Фестиваль в Ополе 2007» — писав про фестиваль Оффалі Express.
У 2008 році був випущений диск Едіти Гепперт «Я нічого не маю», з мелодіями Краєвського, організований джазовим піаністом Крістофером Herdzin. У 2009 році випустив ще один альбом з одинадцяти композицій Краєвського на вірші Кароля Войтили. У березні 2009 року був випущений альбом Анджея Пясечного Список улюблених речей, для яких музика була написана Северином Краєвським.
У грудні 2009 року вийшов концертний альбом Северина Краєвського у дуеті з Анджеєм Пясечним  Незважаючи на нові часи — live. Обидві платівки з'явилися завдяки зусиллям Sony Music. Після декількох тижнів альбом отримав платиновий статус.
10 жовтня 2009 була запущена серія спільних концертів двох митців в м. Кельце. Після більш ніж десяти років перерви Северин Краєвський повернувся на сцену.
7 грудня 2009 з'явився новий диск «Jestem» (Я є), виданий на лейблі Sony Music
.
У лютому 2010 року музикант був номінований на премію польської фонографічної промисловості Фредерік у категорії «композитор року».
З 70-х років Северин Краєвський живе у Варшаві, спочатку в Michelin, і тепер протягом багатьох років у будинку, розташованому в густому сосновому лісі в муніципалітеті Wiązowna.

## Дискографія
- 2009:Всупереч новим часам — live (з Анджеєм Пясечним)
- 2011:Оскільки не існує

Пісні Краєвського на альбомах інших артистів
- 1995 Mary Mary-Баррі золото
- 1998 Mary Mary-перед поворотом
- 2000 Марія-Мері Blue Марії
- 2002 Felicjan Andrzejczak-чарівність
- 2002 Mary Mary-життя досить річ
- 2004 Grzegosz Turnau- Султан кафе
- 2007 Seweryn Krajewski,Томаsz Filipczak, Piotr Rodowicz і Przyjaciele- Smooth Jazz
- 2008 Mary Mary-Це чудово
- 2009 Andrzej Piaseczny-Список улюблених речей